# Pyrolysin
Pyrolysin (též pyrrolysin, pyrolyzin, pyrrolyzin, zkratka Pyl nebo O) je zvláštní proteinogenní aminokyselina, která se v určitých výjimečných případech zařazuje do bílkoviny vyráběné na ribozomu v procesu translace. Někdy se označuje jako 22. proteinogenní aminokyselina (přičemž 21. je selenocystein).
Začleňování pyrolysinu jako proteinogenní aminokyseliny bylo objeveno u některých archeí (Methanosarcina barkeri), a to konkrétně v enzymu zvaném monomethylaminmethyltransferáza (MtmB). Byl však odhalen i u poměrně nepříbuzných skupin prokaryot, jako jsou archea Methanococcoides burtoni či grampozitivní bakterie Desulfitobacterium hafniense.